# Hämeenjärvi (sjö i Norra Karelen)
Hämeenjärvi är en sjö i Finland. Den ligger i kommunen Lieksa i landskapet Norra Karelen, i den östra delen av landet, 400 km nordost om huvudstaden Helsingfors. Hämeenjärvi ligger 115,5 meter över havet. Den är 13 meter djup. Arean är 1,59 kvadratkilometer och strandlinjen är 21,36 kilometer lång. Sjön  ingår i Vuoksens huvudavrinningsområde. 